# مدیریت برق کامپیوتر شخصی
مدیریت برق کامپیوتر شخصی به مکانیسم‌هایی برای کنترل کاربرد برق سخت‌افزار کامپیوترشخصی گفته می‌شود. این امر عموماً از طریق کاربرد نرم‌افزاری انجام می‌شود که سخت‌افزار را در پایین‌ترین حالت تقاضای برق قرار می‌دهد. این امر جنبه‌ای از محاسبات سبز می‌باشد. یک کامپیوتر شخصی اداره ممکن است در حالت فعال ۹۰ وات (حدوداً ۵۰ وات برای واحد اصلی و ۴۰ وات برای یک صفحه نمایش معمولی) برق مصرف کند؛ و در حدود ۳ تا ۴ وات در هنگام حالت (خواب). تا حدود ۱۰ درصد تقاضای برق یک ادارهٔ مدرن ممکن است به دلیل مصارف کامپیوتری‌های شخصی و مانیتورها باشد.
در حالیکه برخی از کامپیوترها ممکن است دارای تنظیمات برق پایین باشند، بسیاری از موقعیت‌ها وجود دارد، به خصوص در یک محیط شبکه شده، جایی که برنامه‌های در حال اجرا در کامپیوتر مانع از اثرگذار بودن تنظیمات برق پایین می‌شود. این امر می‌تواند تأثیر عمده‌ای بر مصرف انرژی داشته باشد البته کاربر از این اثر آگاهی ای ندارد. مانیتور ممکن است به حالت انتظار (استند بای) در اید، و این‌طور به نظر اید که کامپیوتر شخصی کاری انجام نمی‌دهد، اما آزمایشهای عملیاتی نشان داده است که در هر روزی، میانگینی ۵۰ درصدی از کامپیوترهای سازمانی به حالت خواب (اسلیپ) نمی‌روند و در بیش از ۹۰ درصد ماشین‌ها این اتفاق می‌افتد.

## بی خوابی ویندوز (کامپیوترهای بی خواب)
سیستم مدیریت برق ویندوز بر اساس یک تایمر آزاد می‌باشد. اگر کامپیوتر برای مدت زمانی بیش از زمان وقفهٔ از پیش تعیین شده، بیکار باقی بماند، ان زمان کامپیوتر به حالت خواب یا هایبرنیت (خواب طولانی مدت تر) در می‌آید. کاربر می‌تواند زمان وقفه را از طریق پنل کنترل تغییر دهد. برای تعیین این موضوع که کامپیوتر چه موقع در حالت آزاد قرار دارد، ویندوز از ترکیبی از فعالیت کاربر و فعالیت کامپیوتر شخصی استفاده می‌کند. برنامه‌ها می‌تواند به صورت موقتی از کارکرد این تایمر ممانعت کنند، بوسیلهٔ استفاده از API SetThreadExcutionState.
دلایل منطقی ای برای وجود چنین حالتی وجود دارد، برای مثال رایت کردن دی وی دی یا یخش یک ویدئو. در هر حال، در بسیاری از موارد برنامه‌ها می‌توانند بی جهت از کارکرد مدیریت برق ممانعت کنند. این امر عموماً به نام (بی خوابی) شناخته می‌شود و می‌تواند مانعی مهم در اجرای موفقیت‌آمیز مدیریت برق شود.
دلایل متداول بی خوابی شامل:
- برنامه‌های آگاه از مدیریت بی بر یا بازمانده.
- فایل باز در کامپیوترهای دور.
- موس‌های مشکل دار که می‌توانند باعث انحراف نشانگر موس شود. این کار باعث می‌شود سیستم عامل تصور کند کاربری مشغول به کار می‌باشد.
- کارهای حفظ برنامه‌ریزی شده باعث فعالیت مهمی در CPU می‌شود.
- فعالیت بالای شبکه.

## راه حل‌های نرم‌افزاری
سیستم‌های عامل دارای تنظیمات از قبل برای کنترل مصرف برق دارد. ویندوزمایکروسافت برنامه‌های برق از پیش تعریف شده، حالت خواب سفارشی و تنظیمات هایبرنیت را از طریق اپلت گزینه‌های برق کنترل پنل، ساپورت می‌کند.
OSX اپل شامل تنظیمات  خواب و هایبرنیت از طریق اپلت اولویت‌های سیستم ذخیرهٔ انرژی می‌باشد. همچنین توزیعات لینوکس شامل طیف متفاوتی از ابزارها و تنظیمات مدیریت برق می‌باشد. بازار با اهمیتی در نرم‌افزار مدیریت برق کامپیوتر شخصی طرف سوم وجود دارد، که ویژگی‌هایی فرای ویژگی‌های موجود در سیستم عامل ویندوز ارائه می‌دهد.
محصولات محیط‌های شرکتی را هدف قرار داده و ادغام اکتیو دایرکتوری را ارائه کرده و تنظیمات هر کاربر / هر ماشین را با برنامه‌های چندگانه برق پیشرفته تر، برنامه‌های برق طرح ریزی شده، ویژگی‌های ضد بی خوابی و گزارش دهی مصرف برق شرکتی ارائه می‌دهد. فروشنده‌های معروف شامل IE NightWatchman، Data Synergy PowerMAN، Faronics Power Save، Verdiem SURVEYOR و EnviProt Auto Shutdown Manager می‌باشد.
مشخص شده‌است استفاده از این نوع از ابزار مدیریت انرژی برای شبکهٔ سازمانی، ۲۰۰ کیلوگرم انتشار دی اکسید کربن در هر کامپیوتر شخصی در هر سال ذخیره می‌کند و ۳۶ دلار برای هر کامپیوتر در هر سال انرژی ذخیره می‌کند. سازمانی مانند یک ادارهٔ بزرگ، با ۴۰۰۰ کارمند، می‌تواند در میزان انتشار دی‌اکسید کربن تا ۸۰۰ تن و در حدود ۱۴۰۰۰۰ دلار در هر سال در ذخیرهٔ انرژی صرفه جویی کرده. شرکتی بزرگ با ۵۰۰۰۰ کارمند می‌تواند تا ۱۰۰۰۰ تن در انتشار دی‌اکسید کربن و در حدود ۱٫۷ میلیون دلار در هر سال در هزینه‌های انرژی صرفه جویی کند.

## مشوق‌های تعهد کاهش کربن انگلستان
با اجرایی شدن قانون تعهد کاهش کربن (CRC) در سال ۲۰۱۰، بسیاری از تجارت‌ها باید برای انتشار دی‌اکسید کربن شان بودجه‌ای تأمین کنند. سازمان‌ها باید مقرری‌هایی برای پوشش دادن انتشار کربن شان مهیا کنند.
سازمان‌های برتر، جوایزی مالی ای دریافت خواهند کرد و سازمان‌های با عملکرد پایین جریمه خواهند شد.
CRC مصرف برق را به عنوان وسیله‌ای برای تعیین این مسئله که کدام سازمان مشمول قانون جدید می‌شوند، استفاده می‌کنند و تمامی سازمان‌ها با مصرف برق بالاتر از 6000 MWh در هر سال (برابر با میزان انتشاری در حدود ۱۲۸۰ تن دی‌اکسید کربن در هر سال از مصرف برق) را پوشش می‌دهد. سازمان‌ها باید مقرری‌هایی برای پوشش دادن انتشارهای دی‌اکسید کربن شان به جزء انتشارهای مرتبط با حمل و نقل خریداری کنند.
CRC بازده انرژی و کاهش انتشار گازهای گلخانه‌ای در بخش فشردهٔ بدون انرژی تجارت‌ها و صنایع را تشویق می‌کند. در کنار انجام اقدامات جانبی تأمینی برای کاهش شدت کربن مصرف انرژی، CRC مشوق‌هایی بزرگ برای بازده انرژی طرف تقاضا فراهم می‌آورد. هنگامی که نتایج مثبت سریع شناسایی شدند، توجه‌ها به سمت تلفات انرژی معطوف می‌شود. این امر شامل تلفات انرژی توزیع شده در سرتاسر سازمان‌ها در نتیجهٔ زیر ساخت‌های فیزیک سازمان‌ها و همچنین راهی که از دستگاه‌های مصرف انرژی استفاده می‌کند. با نگاهی به عملیات‌های IT و مصرف انرژی، ابزارهای مدیریت انرژی اثبات شده نشان می‌دهند که هدف CRC برای کاهش ۴ میلیون تن انتشار کربن تا سال۲۰۲۰ به راحتی قابل دسترسی است.